# Betfair
Betfair ist ein britisches Unternehmen mit Sitz in London. Es ist Betreiber der weltweit größten Online-Wettbörse für Sportwetten.  Im November 2010 ging Betfair an die Börse und ist seitdem an der London Stock Exchange notiert. Die Zahl der bei Betfair registrierten Kunden liegt weltweit bei mehr als drei Millionen, wovon rund eine Million Kunden als aktive Kunden gelten. Für deutsche Kunden wurde die Wettbörse zum 9. November 2012 geschlossen, da das Geschäftsmodell der Wettbörse mit einem geschätzten Gewinn von 2 % nicht mit der neuen Sportwettensteuer über 5 % auf jeden Einsatz in Deutschland vereinbar ist. Seit April 2017 tritt das Unternehmen auf dem deutschen Markt als regulärer Buchmacher auf, die Wettbörse bleibt für deutsche Benutzer weiterhin nicht verfügbar.
Bei Betfair wurden täglich mehr als fünf Millionen Wetten abgewickelt. Die technische Kapazität erlaubt es, pro Sekunde 4500 Wetten zu verarbeiten. Jede Minute überweisen Kunden durchschnittlich 3000 britische Pfund auf ihre Konten bei Betfair.
Betfair erhielt Englands renommiertesten Wirtschaftspreis, den Queen’s Award in der Kategorie „International Trade“. Das Unternehmen war in der Vergangenheit Sponsor von Bayer 04 Leverkusen, Manchester United und dem FC Barcelona.

## Unternehmensgründung und Geschäftsmodell
Betfair wurde im August 1999 von Andrew Black und Edward Wray gegründet, um die ein Jahr zuvor entwickelte firmeneigene Wett-Software kommerziell einzusetzen. Die so entstandene Online-Plattform ermöglicht es den Kunden, online gegeneinander direkt zu wetten, und individuell Quoten und Einsätze zu vereinbaren. Auf diese Weise sind Kunden beim Wetten nicht mehr auf konventionelle Anbieter von (Sport-)Wetten angewiesen, die in ihren Quoten ihre Gewinnmarge einrechnen, und deswegen durchschnittlich schlechtere Quoten anbieten. Bei Betfair dagegen entstehen die Quoten allein durch Angebot und Nachfrage der Kunden auf der sogenannten Wettbörse (vergleichbar mit der Funktionsweise von Aktienbörsen). Die verwendete Technologie wurde weltweit zum Patent angemeldet.
Ähnlich wie bei den Online-Auktionen von eBay und anders als bei traditionellen Buchmachern stellt Betfair also nur die Infrastruktur für seine Kunden, greift aber in der Regel nicht aktiv in den Handel ein. Da Betfair also nicht an der Bildung der Wettquoten beteiligt ist, kann auch nicht – wie bei klassischen Buchmachern – eine in die Quoten eingerechnete Gewinnmarge für den Unternehmensgewinn sorgen. Stattdessen zieht Betfair eine bestimmte Provision auf jeden Nettogewinn ein (maximal 5 % des Nettogewinns).
Kern des Geschäftsmodells ist die Sportwettbörse. In den letzten Jahren sind auch Poker und Casinoangebote dazu gekommen. So hat sich Betfair zum Komplettanbieter im Online-Gambling entwickelt.
Im Oktober 2009 investierte Betfair 5,5 Millionen US-Dollar in den Handyspieleentwickler Watercooler.
2016 fusionierte das Unternehmen mit dem irischen Buchmacher Paddy Power zur neuen Flutter Entertainment plc.

## Weitere Besonderheiten

### Lay-undBack-Wetten
Das System von Back- und Lay-Wetten ist der Kern des Wettbörsen-Prinzips. 
Der Ausdruck Lay-Wetten bezeichnet Wetten, bei denen nicht AUF den Ausgang eines Sport-Wettbewerbs (oder eines anderen Wettbewerbs) gesetzt wird, sondern DAGEGEN. Dagegen bedeutet, dass man sich z. B. als Wettkunde darauf festlegt, wer NICHT gewinnt. In diesem Sinne wird man mit einer Lay-Wette zu einer Art „Mini-Buchmacher“, indem man demjenigen, der eine Back-Wette setzt, eine Quote anbietet und ihm im Erfolgsfall entsprechend der Quote und dem Einsatz ausbezahlt. Gewinnt die Lay-Wette, so erhält man den Einsatz des Back-Wetters. 
Entsprechend werden die Wettmärkte bei Betfair zweifarbig dargestellt: Die Quoten für die Back-Wetten sind blau, die Quoten für die Lay-Wetten pinkfarben unterlegt.
Eine Lay-Wette gewinnt man, wenn ein Ereignis NICHT eintrifft. Beispiel: 
Man wettet darauf, dass Bayern München am nächsten Spieltag nicht 2:0 gewinnt. 
Der Wettkunde, der dieser Überzeugung ist, bietet anderen Kunden eine Quote für das 2:0-Endergebnis an und legt die maximale Einsatzhöhe fest. Findet sich ein Back-Wettender zu der angebotenen Quote, wird die Wette online abgeschlossen.
In diesem Fall gewinnt der Lay-Wettende bei jedem Spielausgang mit Ausnahme eines 2:0 für München. 
Der Back-Wettende gewinnt nur dann, wenn das Spiel tatsächlich 2:0 für München ausgehen sollte.
Die Back-Wette ist die traditionelle Art des Wettens. Hier wird auf einen Spielausgang gesetzt. Back-Wetten kommen nur zustande, wenn zuvor eine Lay-Wette angeboten wurde. Das logische Prinzip dahinter: Zu einer Wette gehören immer zwei Parteien. Die eine Partei setzte AUF etwas, die andere DAGEGEN.

### Linienwetten
Bei einer sogenannten Linienwette (engl. line bet) setzt man auf das Gesamtergebnis eines bestimmten Wettbewerbs. Im Gegensatz zu Back- und Lay-Wetten kommt es nicht darauf an, sich gegen oder für den Ausgang eines Ereignisses zu entscheiden, sondern vorherzusagen, ob das Ergebnis über oder unter einem bestimmten Wert liegen wird. Zu diesem Zweck gibt es bei Linienwetten zwei Handlungsmöglichkeiten: Kaufen und Verkaufen. Kauft man eine Linie bei einem bestimmten Wert, setzt man darauf, dass das Endergebnis über diesem Wert liegen wird. Verkauft man eine Linie bei einem bestimmten Wert, setzt man darauf, dass das Endergebnis unter diesem Wert liegen wird. Da Linienwetten über festgesetzte Quoten verfügen, das heißt, diese nicht von den Teilnehmern gestaltet werden, hängt der erbrachte Einsatz nicht proportional von dem Ergebnis ab, sondern davon, ob man richtig ge- beziehungsweise verkauft hat.

### Die Märkte
Betfair-Kunden wetten in erster Linie auf den Ausgang von Sportevents. Insbesondere Fußball, Tennis, Formel 1 und Pferderennen sind beliebte Märkte. Daneben gibt es u. a. Politikwetten, bei denen man auf den Ausgang von Wahlen wetten kann. Zudem bietet Betfair Spezialwetten an, bei denen auf den Ausgang eines gesellschaftlichen Ereignisses gesetzt wird, wie zum Beispiel, wer den Oscar gewinnt oder welcher Kandidat bei Deutschland sucht den Superstar oder Schlag den Raab erfolgreich sein wird.
Die Märkte von Betfair weisen in der Regel viele Teilnehmer und hohe Umsätze auf. Es kommt kaum vor, dass für ein relevantes Ereignis keine Wetten angeboten werden. Wenn für einen Wettmarkt wenig Interesse besteht, kann es passieren, dass Wetten zwar angeboten werden, aber keine Abnehmer finden und somit kein Umsatz stattfindet.

### Rechtliche Situation
Betfair agiert im Rahmen des Betting, Gaming and Lotteries Acts (Wett-, Spiel- und Lotteriegesetzes) von 1963. Die Firma ist im Besitz einer Buchmacherzulassung für England und Wales und hält darüber hinaus Lizenzen in Italien, Malta, Österreich und Australien. Betfair bemüht sich wie andere private Wettanbieter um die Öffnung des Marktes für Glücksspiele in Deutschland. Betfair verweist dabei u. a. auf seine gute Reputation in Großbritannien und auf den zu erwartenden kräftigen Anstieg bei staatlichen Steuereinnahmen. Betfair verweist darauf, dass der staatliche Anbieter Oddset nahe der Bedeutungslosigkeit agiert, und die große Mehrheit der Kunden für Sportwetten ausländische Online-Angebote nutzen. Am 3. Mai 2012 erhielt Betfair als einer von drei Anbietern die ersten Wettlizenzen in Deutschland.
Aktuell verfügt Betfair über keine gültig Glückspiellizenz in Deutschland.